# Хомоки-Надь, Иштван
И́штван Хо́моки-Надь (венг. Homoki Nagy István; 2 сентября 1914, Тур, Австро-Венгрия, ныне Мезётур, Венгрия — 14 декабря 1979, Будапешт, Венгрия) — венгерский кинорежиссёр, кинооператор и сценарист. Доктор юридических наук.

## Биография
В 1938 году окончил юридический факультет в Сегеде. Занимался орнитологией и научной фотографией. Увлекался изучением природы. С 1949 года работал в научно-популярном кино («Мир пернатых Малого Балатона»). Многие его фильмы, в которых он был режиссёром, сценаристом и оператором, были отмечены рядом призов на Международных кинофестивалях. Ставил документально-игровые фильмы о животных, а также научно-популярные сериалы.
Похоронен на кладбище Фаркашрети.

## Избранная фильмография

### Режиссёр
- 1949 — Мир пернатых Малого Балатона / Kisbalatoni nádrengeteg
- 1951 — Жизнь больших прудов /
- 1952 — От почек до листопада /
- 1953 — В лесу, где живут пустельги /
- 1958 — Друзья - ветер в тростниках / Cimborák - Nádi szélben (в прокате — «Вынужденная посадка»[комм. 1])
- 1960 — Друзья-2. По горам, по долам / Cimborák - Hegyen-völgyön (в прокате — «Дорога с приключениями»[комм. 2])
- 1969 — 1972 — Приключения кошки /
- 1974 — 1977 — Плутон и Пук / Plutó és Puck a bajkeverők

## Награды

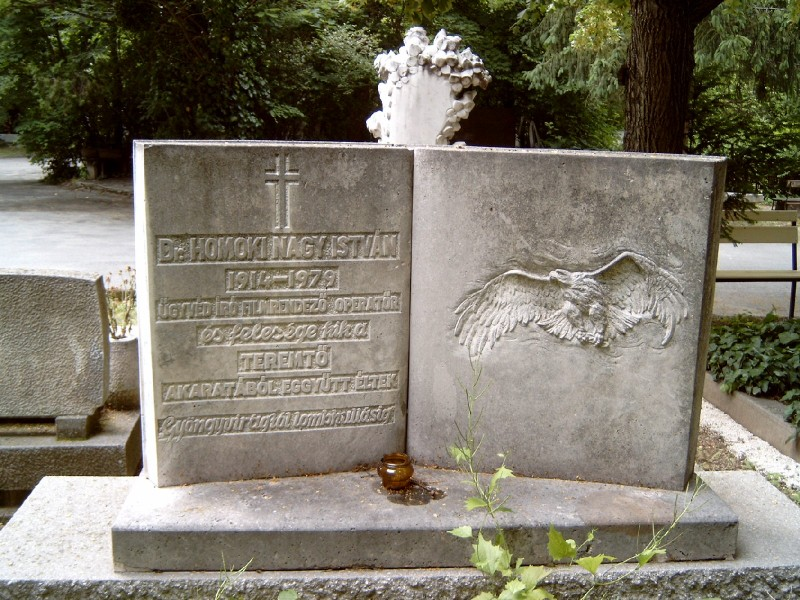
Могила Иштвана Хомоки-Надя на кладбище Фаркашрети в Будапеште

- 1952 — приз кинофестиваля в Карловых Варах («Жизнь больших прудов»)
- 1952 — Премия имени Кошута
- 1953 — приз 14-го Венецианского кинофестиваля («От почек до листопада»)
- 1955 — Заслуженный артист ВНР
- Изображён на памятной монете 2000 форинтов 2014 года

## Сочинения
- Хомоки-Надь, Иштван. С кинокамерой в таинственном мире птиц и зверей. — «Корвина», 1957.
- Хомоки-Надь, Иштван. Друзья. — «Корвина», 1960.
- Хомоки-Надь, Иштван. По горам, по долам. — «Паннония», 1966.

## Комментарии
1. ↑  В советском прокате фильм демонстрировался с 5 апреля 1960 года, р/у Госкино СССР № 545/60 — опубликовано: журнал «Новые фильмы», № 7/1960
2. ↑  В советском прокате фильм демонстрировался с сентября 1961 года, р/у Госкино СССР № 705/61 — опубликовано: журнал «Новые фильмы», № 9/1961